# Willi Schröder (Sportwissenschaftler)
Willi Schröder (* 15. Juli 1927 in Schönebeck (Elbe); † 8. Mai 2012 in Jena) war ein deutscher Sportwissenschaftler und  Sporthistoriker an der Friedrich-Schiller-Universität Jena.
Im letzten Kriegsjahr noch zur Wehrmacht eingezogen, arbeitete Schröder nach Kriegsende als Landarbeiter, ehe er 1947 sein Abitur nachholte. Er studierte sodann in Halle (Saale) Germanistik, Geschichte und Sport. Nach dem Studium wurde er 1952 Lektor am Institut für Körpererziehung in Halle und promovierte parallel 1958 an der Universität Leipzig mit einem sportgeschichtlichen Thema: Das Jahnbild in der deutschen Turn- und Sportbewegung. Er war Teil der Leipziger Gruppe der jungen Sporthistoriker um Günther Wonneberger, die die Sportgeschichtsschreibung der DDR für die nächsten vierzig Jahre dominierte. In Halle hatte Schröder zu den jungen Aktivisten gehört, die den Institutsdirektor Gerhard Lukas, der als ehemaliges NSDAP-Mitglied Westkontakte pflegte, ablösten. Schröder wurde jedoch nur für kurze Zeit kommissarischer Direktor in Halle. Da Lukas Inoffizieller Mitarbeiter der Stasi war, wurde er bald wieder eingesetzt und Schröder mit der Leitung des Sportinstituts in Jena entschädigt. 1959 bekam Schröder zur Probe einen Lehrauftrag an der Universität Jena und wurde nach einem Semester als Direktor berufen.  Von 1959‑1968 war er Direktor des Institutes für Körpererziehung der „Friedrich‑Schiller‑Universität“ Jena, 1965‑1967 Prorektor für Studienangelegenheiten an der Friedrich‑Schiller‑Universität Jena; 1968‑1971 Direktor der Sektion Sportwissenschaft an der Universität Jena; 1968‑1971 Prorektor der Universität; von der Gründung bis 1989 Vorsitzender der Universitätssportkommission, 1984‑1989 Stellvertretender Direktor für Forschung an der Sektion Sportwissenschaft; 1969‑1992 Leiter des Fachbereiches „Gesellschafts‑ bzw. Sozialwissenschaftliche Grundlagen des Sports“ am Sportwissenschaftlichen Instituts für Sportwissenschaft. Schröder war zudem Stadtverordneter für die SED in Jena. Nach seiner Habilitation Burschenturner im Kampf um Einheit und Freiheit erhielt er 1966 eine ordentliche Professur für Sportwissenschaft. Er war der führende Kopf der Traditionspflege im Sport der DDR. Eine Vielzahl von Traditionskabinetten und Vereinschroniken geht auf sein Wirken zurück. In der Wende 1989/90 war er der Vorsitzende des Runden Tischs zum Sport in Jena. Er wurde 1992 emeritiert.
Schröder half als Schirmherr seit 1975 dem GutsMuths-Rennsteiglauf durch alle Probleme der Organisation der vom DTSB abgelehnten Ultralangstrecken. Von 1990 bis 2000 gehörte er dem wissenschaftlichen Beirat des Niedersächsischen Instituts für Sportgeschichte an.

## Auszeichnungen
- 1966 GutsMuths-Preis II. Klasse und 1974 I. Klasse u. a. für die Gestaltung der GutsMuths Gedenkstätte